# Angidi Chettiar

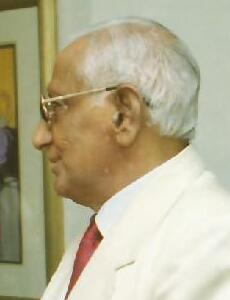
Chettiar (2001)

Angidi Verriah Chettiar GOSK CBE (tamil அங்கிடி செட்டியார்; * 29. April 1928 in Madurai, Tamil Nadu, Indien; † 15. September 2010) war ein mauritischer Politiker, der zweimalige Vizepräsident und für kurze Zeit Präsident von Mauritius war.

## Leben
Chettiar wurde in Madurai im indischen Bundesstaat Tamil Nadu geboren. Er kam im Alter von 8 Jahren nach Mauritius. Dort besuchte er die Young Men's Hindi-Aided School und anschließend das Royal College in Port Louis. Er war später Besitzer eines Textilunternehmens. Chettiar war Hindu.

## Politische Karriere
Chettiar war Mitglied der Mauritius Labour Party. Er war von 1967 bis 1982 Abgeordneter in der Nationalversammlung und zwischen 1981 und 1982 Staatsminister in der Regierung von Seewoosagur Ramgoolam. Davor war unter anderem Government Chief Whip, Vorsitzender des Public Accounts Committee, Schatzmeister der Mauritius Labour Party und Bürgermeister von Vacoas-Phoenix.
Während seiner ersten Amtszeit von 1997 bis 2002 hatte er, nachdem Cassam Uteem zurückgetreten war, für kurze Zeit kommissarisch das Amt des Präsidenten inne. Jedoch trat auch Chettiar nach einigen Tagen zurück, da er sich, wie sein Vorgänger, weigerte, einen umstrittenen Gesetzesentwurf gegen Terrorismus zu unterzeichnen. Der protokollarischen Rangordnung nach übernahm Supreme Court Justice Ariranga Pillay das Amt des Präsidenten.
In Folge der Wiederwahl von Navin Ramgoolam wurde Chettiar durch den Präsidenten von Mauritius, Anerood Jugnauth, 2007 ein weiteres Mal zum Vizepräsidenten ernannt.
Chettiar starb am 15. September 2010 in seinem Haus in Moka. Vor seinem Tod litt er mehrere Monate an Gesundheitsproblemen. Er hinterließ vier Söhne und eine Tochter. Ein weiterer Sohn war bereits verstorben.

## Ehrungen
- Mauritius:
  - Grand Officer of the Most Distinguished Order of the Star and Key of the Indian Ocean (GOSK)
- Vereinigtes Königreich:
  - Commander of the Most Excellent Order of the British Empire (CBE)